# Кощаев, Андрей Георгиевич
Андрей Георгиевич Кощаев (род. 5 июля 1974 года) — российский учёный, специалист в зоотехнии, профессор РАН (2016), академик РАН (2022).
Выпускник КГАУ (1991). Доктор биологических наук (2008), профессор кафедры биотехнологии, биохимии и биофизики, проректор по научной работе Кубанского государственного аграрного университета. Автор 535 научных работ, из них 18 монографий, 145 патентов РФ на изобретения. Под его руководством защищено 7 кандидатских и 1 докторская диссертация.

## Критика
В результате анализа специалистами Диссернета, выявлены: 1 статья с неоформленными заимствованиями, 9 статей с авторством, вызывающим вопросы, 1 статья с авторством, вызывающим вопросы.